# Maciej Paterski
Maciej Paterski, poljski kolesar, * 12. september 1986, Kalisz, Poljska.
Paterski je poljski profesionalni cestni kolesar, ki je od leta 2021 član UCI Continental ekipe Voster ATS Team, pred tem pa je tekmoval za ekipe Liquigas-Doimo, CCC–Polsat–Polkowice in Wibatech Merx 7R. Trikrat je nastopil na Dirki po Španiji, dvakrat na Dirki po Italiji in enkrat na Dirki po Franciji leta 2011, ko je dirko končal skupno na 67. mestu, najboljšo skupno uvrstitev na dirkah Grand Tour pa je dosegel leta 2013, ko je bil 54. na Dirki po Španiji. Leta 2014 je zmagal na Dirki po Norveški, leta 2015 pa na Dirko po Hrvaški, ko je zmagal tudi po točkah in v gorskih ciljih, in leta 2022 na dirki VN Adria Mobil. Leta 2021 je postal poljski državni prvak na cestni dirki.